# Echoïsch geheugen
Het echoïsche geheugen is de auditieve variant van het sensorische geheugen. Het heeft een korte duur en omvat voornamelijk recente geluidsprikkels. Het is niet afhankelijk van processen als aandacht of bewustzijn.  Men vermoedt dat het auditieve geheugenspoor dat hiermee correspondeert in de primaire gehoorschors is opgeslagen. Dit geheugenspoor bevat alle sensorische kenmerken van de geluidsprikkel, zoals toonhoogte, duur, intensiteit, intonatie e.d.  Het geheugenspoor kan met behulp van een component van de event-related potential de zogeheten  electrical mismatch negativity (MMN), of de magnetische variant hiervan het mismatch field (MMF)  worden onderzocht.  De MMN is een reactie op infrequente auditieve prikkels (zoals tonen) die in fysische opzicht (bijvoorbeeld in duur of intensiteit) afwijken van een reeks standaardprikkels. Deze studies (zie Sams e.a. 1993) suggereren dat het auditieve geheugenspoor ongeveer 10 seconden duurt.